# Im Thegjong
Im Thegjong (hangul: 임태경, handzsa: 任兌卿, RR: Im Tae-gyeong; népszerű átírással Im Tae-kyung; 1973. július 4.–) crossover tenor, musicalszínész.

## Élete és pályafutása
Édesanyja amatőr kugak (gugak)énekes; Im gyerekkorában sokéle stílusú zenét hallgatott. Szöulban a Jevon (Yewon) művészeti iskolában, Svájcban az Institute Le Rosey-ban tanult zenét. Később mérnök akart lenni, az Egyesült Államokban, a Worcester Polytechnic Institute-ban diplomázott, minor szakon zenét tanult. Diplomája megszerzése után Richard Cassilly operaénekestől tanult annak haláláig. Ezt követően egyetemi tanulmányait folytatta, PhD megszerzésére törekedett. Időközben egy neves autógyártó ajánlott fel neki mérnöki munkát, de Im úgy döntött, inkább a zenét választja. Tanulmányai alatt leukémiával küzdött, melyből teljesen meggyógyult.

## Diszkográfia
Stúdióalbumok
- 2008: Sings The Classics?[3]
- 2004: Sentimental Journey[4]

Középlemezek
- 2015: 순수의 시대 (Szunszui side (Sunsu-ui sidae))[5]
- 2014: All This Time[6]
- 2012: 2012 Masterpiece Vol.1[7]

Kislemezek
- 2015: 그대의 계절 (Kudei kjedzsol (Geudae-ui gyejeol))[8]

OST
- 2010: The King of Legend OST, My Way; KBS1
- 2007: Lobbyists OST, Fate, SBS[9]
- 2006: Csumong (Jumong) OST, First Time, MBC
- 2005: Lawyers OST, Destiny (옷깃) és Red Road, MBC[10]

## Musicalszerepei
- Rudolf (mint Rudolf), 2012–2013[11]
- Mozart! (mint Mozart), 2010–2012[12][13]
- Szophjondzse (Sopyonje), 2010
- Rómeó és Júlia (mint Rómeó), 2009
- Hamlet- World version (mint Hamlet), 2008[14]
- Sweeney Todd (mint Sweeney Todd), 2007
- Jézus Krisztus Szupersztár (mint Jézus), 2006–2007
- Winter Sonata (겨울연가, Kjoul jonga (Gyeoul yeonga)) (mint Kang Dzsunszang (Kang Jun-sang)), 2006, Japán
- Sword of Fire (불의 검, Puri kom (Burui geom)) (mint Asza (Asa)), 2005